# Zaphne gymnura
Zaphne gymnura är en tvåvingeart som beskrevs av Griffiths 1998. Zaphne gymnura ingår i släktet Zaphne och familjen blomsterflugor. Inga underarter finns listade i Catalogue of Life.